# Uzmiennianie stałych
Uzmiennianie stałych – w dydaktyce matematyki jest rozumowaniem prowadzonym w przypadku szczególnym, w taki sposób, by widoczna była jego ogólna ważność, pozwalająca uznać, że „zawsze tak będzie” (tzn. dla każdych innych liczb rozumowanie będzie takie samo).
Uzmiennianiu stałych może posłużyć tzw. przykład paradygmatyczny.

## Przykłady
- Uczeń, próbując wyjaśnić, dlaczego {\displaystyle 2\cdot 5=5\cdot 2,} dochodzi do wniosku, że tak samo będzie np. dla 3 i 7, 4 i 6, 1 i 9, 11 i 10, a także ogólnie dla dowolnych liczb naturalnych {\displaystyle a\cdot b=b\cdot a}[5].
- Uczeń, zauważając, że {\displaystyle {\frac {1}{2}}\cdot {\frac {3}{4}}={\frac {1\cdot 3}{2\cdot 4}},} dochodzi do wniosku, że tak samo będzie dla każdych innych liczb, tzn. {\displaystyle {\frac {a}{b}}\cdot {\frac {c}{d}}={\frac {a\cdot c}{b\cdot d}}}[6].
- Uczeń odkrywa, że {\displaystyle {10 \choose 4}+{10 \choose 5}={11 \choose 5},} a następnie szybko odkrywa, że tak samo będzie dla 17 i 3, 10 i 4, 23 i 13, czy ogólnie: {\displaystyle {n \choose k}+{n \choose k+1}={n+1 \choose k+1}}[7].